# Географија Обале Слоноваче
Обала Слоноваче је подсахарска држава у јужној западној Африци која се налази на 8 °CГШ, 5° ЗГД. Земља је приближно квадратног облика. Његова јужна граница је обала дуга 515 км на Гвинејском заливу на северу Атлантског океана. Са друге три стране граничи са пет других афричких нација са укупно 3.458 км: Либерија на југозападу дуга 778 км, Гвинеја на северозападу дуга 816 км, Мали на северо-северозападу дуга 599 км, Буркина Фасо на северо-североистоку дуга 545 км и Гана на истоку дуга 720 км.
Обала Слоноваче обухвата 322.463 km², од чега је  318.003 km² земљишта и 4.460 km² воде, што чини земљу величине Немачке.

## Поморска потраживања
Обала Слоноваче тврди да има 200 наутичких миља као ексклузивна економска зона, 12 наутичких миља територијалног мора и  200 наутичких миља континенталног појаса.

## Терен и топографија
Терен Обале Слоноваче генерално се може описати као велика висораван која се постепено подиже од нивоа мора на југу до скоро 500 метара надморске висине на северу. Природни ресурси ове нације су је претворили у релативно просперитетну нацију у афричкој економиј. Југоисточни регион Обале Слоноваче обележен је обалним унутрашњим лагунама које почињу на граници са Ганом и протежу се 300 км дуж источне половине обале. Јужни регион, посебно југозапад, прекривен је густом тропском влажном шумом. Шуме Источне Гвинеје простиру се од реке Сасандре преко јужног централног и југоисточног дела Обале Слоноваче и источно до Гане, док се шуме Западне Гвинеје простиру западно од реке Сасандра до Либерије и југоисточне Гвинеје. Планине регије Дик-Хуит Монтаги, на западу земље у близини границе са Гвинејом и Либеријом, дом су гвинејских планинских шума.
Гвинејски шумско-савански мозаички појас протеже се средином земље од истока ка западу и представља прелазну зону између приобалних шума и унутрашњих савана. Мозаик шума-савана преплиће шумска, саванска и травњачка станишта. Северна Обала Слоноваче је део екорегиона саване Западног Судана у биому тропских и суптропских травњака, савана и шибља. То је зона латеритног или песковитог земљишта, са опадањем вегетације од југа ка северу.
Терен је углавном равничарски до таласаста раван, са планинама на северозападу. Најнижа надморска висина у Обали Слоноваче је на нивоу мора на обалама. Највиша надморска висина је планина Нимба, на 1.752 метара на крајњем западу земље дуж границе са Гвинејом и Либеријом.

## Реке
Река Кавала одводи западну граничну област Обале Слоноваче и источну Либерију. Она чини јужне две трећине међународне границе између Либерије и Обале Слоноваче.
Река Сасандра се формира у висоравни Гвинеје и одводи већи део западног дела Обале Слоноваче источно од реке Кавале.
Река Бандама је најдужа река у Обали Слоноваче са дужином од око 800 км исушивања источног централног дела земље. Године 1973. брана Косоу је изграђена стварајући језеро Косоу. Главни град, Јамусукро, налази се близу реке јужно од језера.
Река Комое настаје на висоравни Сикасо у Буркини Фасо,  и накратко прати границу између Буркине Фасо и Обале Слоноваче пре него што уђе у Обалу Слоноваче. Одводи североисточне и најисточније делове земље пре него што се испразни у источни крај лагуне Ебри и на крају у Гвинејски залив у Атлантском океану. Његове воде доприносе националном парку Комое. 

## Клима
Клима Обале Слоноваче је генерално топла и влажна, у распону од екваторијалне на јужним обалама до тропске у средњој и семиаридне на крајњем северу. Постоје три годишња доба: топло и суво (од новембра до марта), вруће и суво (од марта до маја) и вруће и влажно (од јуна до октобра). Просечне температуре између 25 и 32 °C и распону од 10 до 40 °C.
| Клима Абиџана                             | Клима Абиџана | Клима Абиџана | Клима Абиџана | Клима Абиџана | Клима Абиџана  | Клима Абиџана  | Клима Абиџана | Клима Абиџана | Клима Абиџана | Клима Абиџана | Клима Абиџана | Клима Абиџана | Клима Абиџана   |
| Показатељ \ Месец                         | .Јан.         | .Феб.         | .Мар.         | .Апр.         | .Мај.          | .Јун.          | .Јул.         | .Авг.         | .Сеп.         | .Окт.         | .Нов.         | .Дец.         | .Год.           |
| ----------------------------------------- | ------------- | ------------- | ------------- | ------------- | -------------- | -------------- | ------------- | ------------- | ------------- | ------------- | ------------- | ------------- | --------------- |
| Апсолутни максимум, °C (°F)               | 35,0 (95)     | 35,7 (96,3)   | 34,9 (94,8)   | 35,0 (95)     | 34,9 (94,8)    | 36,2 (97,2)    | 34,0 (93,2)   | 32,0 (89,6)   | 32,1 (89,8)   | 32,8 (91)     | 35,0 (95)     | 33,7 (92,7)   | 36,2 (97,2)     |
| Максимум, °C (°F)                         | 30,5 (86,9)   | 31,0 (87,8)   | 31,1 (88)     | 31,2 (88,2)   | 30,4 (86,7)    | 28,7 (83,7)    | 27,4 (81,3)   | 26,9 (80,4)   | 27,6 (81,7)   | 29,2 (84,6)   | 30,5 (86,9)   | 30,3 (86,5)   | 29,6 (85,3)     |
| Просек, °C (°F)                           | 26,8 (80,2)   | 27,7 (81,9)   | 27,9 (82,2)   | 27,7 (81,9)   | 26,9 (80,4)    | 25,8 (78,4)    | 24,7 (76,5)   | 24,5 (76,1)   | 25,6 (78,1)   | 26,8 (80,2)   | 27,4 (81,3)   | 27,0 (80,6)   | 26,6 (79,9)     |
| Минимум, °C (°F)                          | 23,5 (74,3)   | 24,6 (76,3)   | 24,9 (76,8)   | 24,9 (76,8)   | 24,6 (76,3)    | 23,7 (74,7)    | 22,9 (73,2)   | 22,1 (71,8)   | 22,3 (72,1)   | 23,6 (74,5)   | 24,4 (75,9)   | 23,8 (74,8)   | 23,8 (74,8)     |
| Апсолутни минимум, °C (°F)                | 14,7 (58,5)   | 16,0 (60,8)   | 19,0 (66,2)   | 15,9 (60,6)   | 18,5 (65,3)    | 18,6 (65,5)    | 17,1 (62,8)   | 17,2 (63)     | 15,2 (59,4)   | 17,5 (63,5)   | 19,5 (67,1)   | 16,5 (61,7)   | 14,7 (58,5)     |
| Количина кише, mm (in)                    | 16,3 (0,642)  | 48,9 (1,925)  | 106,7 (4,201) | 141,3 (5,563) | 293,5 (11,555) | 561,8 (22,118) | 205,7 (8,098) | 36,8 (1,449)  | 80,5 (3,169)  | 137,7 (5,421) | 143,3 (5,642) | 75,1 (2,957)  | 1.847,6 (72,74) |
| Дани са кишом (≥ 0.1 mm)                  | 3             | 4             | 9             | 11            | 19             | 22             | 12            | 8             | 11            | 14            | 16            | 9             | 138             |
| Релативна влажност, %                     | 84            | 86            | 83            | 82            | 84             | 86             | 85            | 86            | 89            | 87            | 83            | 83            | 84,8            |
| Сунчани сати — месечни просек             | 183           | 212           | 226           | 210           | 192            | 117            | 115           | 121           | 141           | 202           | 225           | 208           | 2.152           |
| Извор #1: Deutscher Wetterdienst          |               |               |               |               |                |                |               |               |               |               |               |               |                 |
| Извор #2: Danish Meteorological Institute |               |               |               |               |                |                |               |               |               |               |               |               |                 |

| Клима Јамусукра                         | Клима Јамусукра | Клима Јамусукра | Клима Јамусукра | Клима Јамусукра | Клима Јамусукра | Клима Јамусукра | Клима Јамусукра | Клима Јамусукра | Клима Јамусукра | Клима Јамусукра | Клима Јамусукра | Клима Јамусукра | Клима Јамусукра |
| Показатељ \ Месец                       | .Јан.           | .Феб.           | .Мар.           | .Апр.           | .Мај.           | .Јун.           | .Јул.           | .Авг.           | .Сеп.           | .Окт.           | .Нов.           | .Дец.           | .Год.           |
| --------------------------------------- | --------------- | --------------- | --------------- | --------------- | --------------- | --------------- | --------------- | --------------- | --------------- | --------------- | --------------- | --------------- | --------------- |
| Максимум, °C (°F)                       | 31,5 (88,7)     | 33,5 (92,3)     | 33,5 (92,3)     | 32,9 (91,2)     | 31,7 (89,1)     | 30,1 (86,2)     | 28,6 (83,5)     | 28,5 (83,3)     | 29,3 (84,7)     | 30,1 (86,2)     | 30,7 (87,3)     | 30,1 (86,2)     | 30,88 (87,58)   |
| Просек, °C (°F)                         | 25,2 (77,4)     | 27,3 (81,1)     | 27,6 (81,7)     | 27,3 (81,1)     | 26,5 (79,7)     | 25,6 (78,1)     | 24,5 (76,1)     | 24,5 (76,1)     | 24,8 (76,6)     | 25,2 (77,4)     | 25,5 (77,9)     | 24,5 (76,1)     | 25,71 (78,27)   |
| Минимум, °C (°F)                        | 18,9 (66)       | 21,2 (70,2)     | 21,8 (71,2)     | 21,8 (71,2)     | 21,3 (70,3)     | 21,1 (70)       | 20,4 (68,7)     | 20,6 (69,1)     | 20,4 (68,7)     | 20,4 (68,7)     | 20,3 (68,5)     | 19 (66)         | 20,6 (69,05)    |
| Количина падавина, mm (in)              | 13 (0,51)       | 42 (1,65)       | 108 (4,25)      | 126 (4,96)      | 155 (6,1)       | 165 (6,5)       | 88 (3,46)       | 83 (3,27)       | 170 (6,69)      | 125 (4,92)      | 36 (1,42)       | 15 (0,59)       | 1,126 (44,32)   |
| Извор: Climate-Data.org, altitude: 236m |                 |                 |                 |                 |                 |                 |                 |                 |                 |                 |                 |                 |                 |

## Усеви и природни ресурси
Обала Слоноваче има велику дрвну индустрију због велике покривености шумама. Национални извоз тврдог дрвета одговара извозу из Бразила . Последњих година постоји велика забринутост због брзе стопе крчења шума . Прашуме се уништавају брзином која се понекад наводи као највећа на свету. Једина шума која је остала потпуно нетакнута у Обали Слоноваче је Национални парк Таи на крајњем југозападу земље која је дом за преко 150 ендемских врста и многих других угрожених врста као што су патуљасти нилски коњ и 11 врста мајмуна.
Девет одсто земље је обрадиво земљиште. Обала Слоноваче је највећи светски произвођач какаа, главне националне новчане културе. Остали главни усеви укључују кафу, банане и уљане палме, које производе палмино уље и језгра. Природни ресурси укључују нафту, природни гас, дијаманте, манган, гвожђе, кобалт, боксит, бакар, злато, никл, тантал, кремени песак, глину, палмино уље и хидроенергију.

## Природне опасности
Природне опасности укључују тешке сурфање и недостатак природних лука на обали; током кишне сезоне бујичне поплаве представљају опасност.

## Екстремне тачке
Екстремне тачке су географске тачке које су даље на северу, југу, истоку или западу од било које друге локације у земљи.
- Најсевернија тачка – тачка на којој граница са Малијем улази у реку Багое, округ Саванес
- Најјужнија тачка – Бубре, округ Бас-Сасандра
- Најисточнија тачка – неименована локација на граници са Ганом југозападно од града Тамби, округ Занзан
- Најзападнија тачка - неименована локација на граници са Либеријом у реци Нуон западно од Клобли, округ Монтаги